# Finkemikalie
Finkemikalier (ibland även specifikationskemikalier) är industriellt framställda kemiska föreningar ("kemikalier") som tillverkas i mer begränsad volym och till ett högre pris i jämförelse med baskemikalier. Den normala definitionen av finkemikalier är att begreppet enbart omfattar renframställda och väldefinierade kemiska föreningar snarare än blandningar.
De flesta finkemikalier är organiska substanser med större molekyler än organiska baskemikalier och utgör exempelvis mellanprodukter för läkemedelssubstanser, färgämnen eller bekämpningsmedel. Således är finkemikalier sällan några konsumentprodukter.
Ett närbesläktat begrepp är specialkemikalier (ibland även prestationskemikalier, funktionskemikalier eller hjälpkemikalier) som är ämnen som i sig uppfyller en funktion, exempelvis som färgämne, bekämpningsmedel eller rostskyddsmedel. I begreppet specialkemikalier brukar hänföras såväl renframställda ämnen som blandningar.